# Смит, Аланна
Аланна Смит (англ. Alanna Smith; род. 10 сентября 1996 года, Хобарт, штат Тасмания, Австралия) — австралийская профессиональная баскетболистка, которая выступает в женской национальной баскетбольной ассоциации за клуб «Миннесота Линкс». Была выбрана на драфте ВНБА 2019 года в первом раунде под общим восьмым номером клубом «Финикс Меркури». Играет на позиции лёгкого форварда.
В составе национальной сборной Австралии принимала участие в Олимпийских играх 2020 года в Токио, кроме этого завоевала серебряные медали чемпионата мира 2018 года в Испании и чемпионата Азии 2017 года в Индии.

## Ранние годы
Аланна родилась 10 сентября 1996 года в городе Хобарт, столице штата Тасмания, в семье Даррена и Симоны Смит, а училась она в городе Мельбурн в колледже Уэсли, в котором выступала за местную баскетбольную команду.